# Гистосовместимость
Гистосовместимость — совместимость органов и тканей, например, при трансплантации совместимая ткань не отторгается организмом реципиента. Определяется специфическими антигенными комплексами системы HLA, расположенными на мембране клеток.
Гистосовместимость играет ключевую роль в успешности трансплантации органов и тканей. В норме организм противится введению в себя чужеродного белка, отвечая на него иммунной агрессией. Для успешной пересадки органа необходимо максимально точное совпадение донора и реципиента по антигенной структуре рецепторов. В зависимости от органа производится проверка разных антигенов для выявления совместимости.
Простейший пример определения гистосовместимости — определение групп крови и резус-фактора перед переливанием. Чем больше специфических антигенов имеется в пересаживаемом органе или ткани, тем более труден подбор подходящего донора. До открытия комплексов гистосовместимости HLA пересадка органа могла быть успешной лишь при случайном совпадении антигенного состава, а вероятность этого крайне мала. С появлением возможности определения совместимости тканей началось активное развитие трансплантологии.